# Безпринципні (серіал)
«Безпринципні» — комедійний телесеріал 2020 року режисера Романа Пригунова за оповіданнями Олександра Ципкіна. У листопаді 2020 року серіал продовжили на другий і третій сезони. Телевізійна прем'єра відбулася 14 грудня того ж року на каналі ТНТ.

## Сюжет
Серіал являє собою набір новел, у кожній з яких розглядаються чергові життєві перипетії кількох сімей з вищого суспільства, об'єднаних проживанням в одному фешенебельному кварталі.
Поетапно розглядаються перехідні моменти в сім'ях: оповідача всіх цих історій, генерала, зовнішньоторговельного діяча, чоти «підкорювачів Москви», а також любовного трикутника: архітектор, його співробітниця і олігарх.

## У ролях
| Актор                | Роль |
| -------------------- | --- |
| Інгеборга Дапкунайте | Дружина яхтсмена Іра                                                                                               |
| Максим Віторган      | Господар яхти Костянтин                                                                                            |
| Аглая Тарасова       | Фотограф Юля |
| Микола Фоменко       | Генерал-майор ФТС Росії , з 8-ї серії Керівник "Держкорпорації подвійного призначення" Петро Олександрович Хадяков |
| Павло Дерев'янко     | Славік (оповідач)                                                                                                  |
| Павло Табаков        | Павлік |
| Оксана Акіньшина     | Дружина Славіка Людмила                                                                                            |
| Надія Михалкова      | Дизайнер Віра |
| Христина Бабушкіна   | Дружина генерала Валентина                                                                                         |
| Юрій Колокольніков   | Архітектор Роман                                                                                                   |
| Марія Шалаєва        | Олена |
| Павло Ворожцов       | Михайло |
| Сергій Єпішев        | Співробітник спецслужб Сергій                                                                                      |
| Дмитро Муляр         | Сава |
| Юлія Топольницька    | Анна |
| Олександр Ципкин     | Письменник |
| Юрій Батурин         | олігарх Ожегов |
| Тереза Діуро         | Ліза |
| В'ячеслав Куріцин    | Камео |
| Катерина Ковальчук   | Аліса |
| Карина Звєрєва       | подруга Валентини Лариса                                                                                           |
| Настасья Самбурська  | дружина Сергія Ольга                                                                                               |
| Ігор Жижикін         | Лук'ян |
| Світлана Лістова     | замовниця фотографій Домкратова                                                                                    |
| Лариса Баранова      | сестра Славіка Маша                                                                                                |
| Маруся Зикова        | коханка Славіка Даша                                                                                               |